# La Brune que voilà
Pour le film, voir La Brune que voilà (film).
La Brune que voilà est une comédie en 3 actes de Robert Lamoureux, créée  le 21 février 1958 au Théâtre Royal du Parc, à Bruxelles, puis reprise au Théâtre des Variétés à Paris.
La pièce a fait l'objet d'une adaptation cinématographique réalisée par l'auteur et sortie le 1er juin 1960, avec Robert Lamoureux, Françoise Fabian et Michèle Mercier.
La pièce est adaptée une nouvelle fois en 1985 par Robert Lamoureux pour Michel Leeb, renommée "Le Tombeur", et créée le 17 janvier 1986 au théâtre de la porte Saint-Martin, à Paris. Madeleine Barbulée fait d'ailleurs à nouveau partie de la distribution dans le rôle de Mme Sivelle.

## Argument
Germain est le responsable d'un garage, vendeur de voitures d'occasion, et coureur de jupons invétéré. Il entretient des liaisons amoureuses avec quatre maîtresses, toutes brunes. Le mari de l'une d'entre elles débarque chez Germain, et sans lui révéler ni son nom ni celui de sa femme, le menace de mort s'il ne rompt pas immédiatement avec sa femme. Rompre d'accord, mais avec laquelle ?

## Distribution de la création
Théâtre des Variétés
- Robert Lamoureux : Germain Vignon
- Pierre Destailles : Louis Sabatier
- Madeleine Barbulée : Mme Sivelle
- Gisèle Grimm : Anne Marie
- Michèle Mercier : Sophie
- Roger Tréville : le mari
- Danielle Godet : Sonia
- Odette Laure : Christine
- Jean Landret : l'agent
- Jean Bellanger : l'autre mari

- Décors : G. Bouvier

## Fiche technique
- Affiche : Clément Hurel (France)